# Septembre 1798

## Événements
- Europe :
  - Début de la Deuxième Coalition (fin en 1802)[1].
  - Les patriotes du Piémont se soulèvent contre leur roi. Le Directoire fait occuper Turin tandis que le roi se réfugie en Sardaigne[2]. Il renonce au Piémont le 9 décembre[3].

- 4 septembre : début de l’expédition de l’Allemand Friedrich Konrad Hornemann, parti du Caire déguisé en marchand musulman, vers les oasis de Siouah et de Mourzouk (Fezzan) puis le Bornou, qu’il est le premier européen à atteindre (fin en 1801)[4].

- 5 septembre :
  - France : la loi Jourdan-Delbrel pose le principe de la conscription pour tous les jeunes âgés de 25 ans, pour une durée de 5 ans en temps de paix et de façon illimitée en temps de guerre. Le service militaire est obligatoire en complément du volontariat. Les recrues sont désignées par tirage au sort.
  - Bataille de Collooney.

- 6 septembre : une loi de Bonaparte introduit en Égypte la notion de propriété individuelle, jusqu’alors inconnue[5].

- 8 septembre : victoire britannique à la bataille de Ballinamuck[6].

- 9 septembre : l’Empire ottoman entre en guerre contre la France. Il s’allie à la Russie (23 décembre) et à l’Autriche pendant la Deuxième Coalition (1798-1802)[7].

- 10 septembre : bataille de St George's Caye à Belize[8].

- 23 septembre : bataille de Killala.

- 24 septembre, France : la loi du 3 vendémiaire an VII ordonne la levée d’un contingent de 200 000 hommes.

## Naissances
- 9 septembre : Joseph Anselm Feuerbach (mort en 1851), philologue et archéologue allemand.
- 11 septembre : Franz Ernst Neumann (mort en 1895), minéralogiste, physicien et mathématicien allemand.
- 25 septembre : Léonce Élie de Beaumont (mort en 1874), géologue français.